# Вернер Штеффан
Вернер Штеффан (нім. Werner Steffan; 26 грудня 1890, Фіслох — 8 серпня 1973, Констанц) — німецький військово-морський діяч, контрадмірал крігсмаріне (1 листопада 1939).

## Біографія
3 квітня 1907 року вступив у ВМФ кадетом. Пройшов підготовку на навчальному кораблі «Мольтке» і у військово-морському училищі (1909). З 2 листопада 1913 року — вахтовий офіцер на канонерському човні «Ебер». Учасник Першої світової війни, з 4 вересня 1914 року — вахтовий офіцер на допоміжному крейсері «Кап Трафальгар», а потім — на рейдері «Елеонора Вермана», який був інтернований в Аргентині. У березні 1917 року перебрався до Іспанії, де займався забезпеченням баз для німецьких підводних човнів і збором розвідувальної інформації. 8 січня 1918 року призначений військово-морським аташе в Мадриді.
У грудні 1918 року повернувся в Німеччину і вийшов у відставку. 19 лютого 1919 року знову прийнятий на флот і в квітні 1921 року переведений в Морське керівництво. З 15 вересня 1924 по 28 квітня 1925 року — навігаційний офіцер на крейсері «Берлін». 1 жовтня 1925 року призначений офіцером зв'язку ВМС при штабі 1-го військового округу (Кенігсберг). З 12 березня 1927 року — навігаційний офіцер на лінійному кораблі «Сілезія». З 26 березня 1929 року — 1-й офіцер Адмірал-штабу в штабі командувача ВМС на Північному морі, з 1 січня 1930 року — в штабі командувача лінійними кораблями. 26 вересня 1930 року призначений командиром 2-го дивізіону морської артилерії, а 26 вересня 1932 року — начальником центрального відділу Кільского військово-морського арсеналу (в липні-серпні 1933 року виконував обов'язки коменданта арсеналу). 27 вересня 1933 року призначений військово-морським аташе в Скандинавії (зі штаб-квартирою в Стокгольмі), одночасно з 27 вересня 1933 по 1 червня 1937 року — військово-морський аташе в Гельсінкі. Очолив інформаційне забезпечення вторгнення в Норвегію і Данію, підтримував зв'язок з місцевими пронацистськими силами. Штеффан зіграв велику роль в підготовці захоплення Данії і висадці німецького десанту в Норвегії. 6 травня 1940 року переведений в розпорядження головнокомандувача ВМС і 31 липня 1940 року поставлений на чолі служби ВМС в Данцигу. 31 липня 1944 року вийшов у відставку.

## Нагороди
- Залізний хрест
  - 2-го класу
  - 1-го класу (9 жовтня 1918)
- Хрест «За заслуги у військовій допомозі» (22 липня 1920)
- Колоніальний знак
- Почесний хрест ветерана війни з мечами (19 листопада 1934)
- Медаль «За вислугу років у Вермахті» 4-го, 3-го, 2-го і 1-го класу (25 років; 2 жовтня 1936) — отримав 4 нагороди одночасно.
- Орден Меча (Швеція)
  - командорський хрест (30 жовтня 1936)
  - командорський хрест 1-го класу (9 квітня 1940)
- Орден Білої троянди (Фінляндія), командорський хрест (19 серпня 1937)
- Хрест Воєнних заслуг
  - 2-го класу з мечами
  - 1-го класу з мечами (1 вересня 1942)